# العلاقات الغابونية المالديفية
العلاقات الغابونية المالديفية هي العلاقات الثنائية التي تجمع بين الغابون والمالديف.

## مقارنة بين البلدين
هذه مقارنة عامة ومرجعية للدولتين:
| وجه المقارنة                                              | الغابون                        | [[تصنيف:صفحات تستخدم رمز علم غير موجود\|]] المالديف |
| --------------------------------------------------------- | ------------------------------ | --------------------------------------------------- |
| المساحة (كم2)                                             | 267.67 ألف                     | 298                                                 |
| عدد السكان (نسمة)                                         | 2.03 مليون                     | 436.33 ألف                                          |
| الكثافة السكانية (ن./كم²)                                 | 7.58                           | 146.42 ألف                                          |
| العاصمة                                                   | ليبرفيل                        | ماليه                                               |
| اللغة الرسمية                                             | لغة فرنسية                     | اللغة الديفهي                                       |
| العملة                                                    | فرنك وسط أفريقي                | روفيه مالديفية                                      |
| الناتج المحلي الإجمالي (بليون دولار)                      | 14.62 مليار                    | 4.60 مليار                                          |
| الناتج المحلي الإجمالي (تعادل القوة الشرائية) بليون دولار | 34.65 مليار                    | 5.23 مليار                                          |
| الناتج المحلي الإجمالي الاسمي للفرد دولار أمريكي          | 8.27 ألف                       | 8.39 ألف                                            |
| الناتج المحلي الإجمالي للفرد دولار أمريكي                 | 19.43 ألف                      | 12.53 ألف                                           |
| مؤشر التنمية البشرية                                      | 0.684                          | 0.706                                               |
| رمز المكالمات الدولي                                      | +241                           | +960                                                |
| رمز الإنترنت                                              | .ga                            | .mv                                                 |
| المنطقة الزمنية                                           | ت ع م+01:00، توقيت غرب أفريقيا | ت ع م+05:00                                         |

## منظمات دولية مشتركة
يشترك البلدان في عضوية مجموعة من المنظمات الدولية، منها:
| علم المنظمة | اسم المنظمة                        | تاريخ انضمام الغابون | تاريخ انضمام المالديف |
| ----------- | ---------------------------------- | -------------------- | --------------------- |
|             | يونسكو                             | 16 نوفمبر 1960       | 18 يوليو 1980         |
|             | مؤسسة التمويل الدولية              | 20 أكتوبر 1970       | 2 فبراير 1983         |
|             | منظمة التعاون الإسلامي             | ?                    | ?                     |
|             | منظمة حظر الأسلحة الكيميائية       | ?                    | ?                     |
|             | مؤسسة التنمية الدولية              | 4 نوفمبر 1963        | 13 يناير 1978         |
|             | منظمة التجارة العالمية             | ?                    | ?                     |
|             | وكالة ضمان الاستثمار متعدد الأطراف | 26 مارس 2003         | 19 مايو 2005          |
|             | الاتحاد البريدي العالمي            | ?                    | ?                     |
|             | منظمة الشرطة الجنائية الدولية      | ?                    | ?                     |
|             | الأمم المتحدة                      | 20 سبتمبر 1960       | 21 سبتمبر 1965        |
|             | الاتحاد الدولي للاتصالات           | 28 ديسمبر 1960       | 28 فبراير 1967        |
|             | البنك الدولي للإنشاء والتعمير      | 10 سبتمبر 1963       | 13 يناير 1978         |

## وصلات خارجية
- موقع وزارة الخارجية المالديفية